# Marcialonga Running
La Marcialonga Running è una gara di podismo, di 26 km o 21km (mezza maratona). È nata nel 2003 e si tiene il primo weekend di settembre. Ogni anno richiama centinaia di appassionati a correre lungo il percorso di 25,7 km che scatta da Moena, in Val di Fassa, e si conclude nel vialone centrale di Cavalese, in Val di Fiemme. Fa parte del trittico di eventi targati Marcialonga insieme alla celebre Marcialonga invernale e alla Marcialonga Cycling. 

## Percorso[1]
L’itinerario si snoda lungo la pista ciclabile che costeggia il torrente Avisio in leggera e costante discesa sino all’impennata finale che porta verso Cavalese ed il traguardo di Via fratelli Bronzetti. Nel fine settimana sono in programma anche la MiniRunning per i più giovani e l’Expo, allestito sia a Moena che a Cavalese.Si parte dal centro di Moena (TN), Piaz de Sotegrava. Al km 4 ci si trova in località Forno. Al km 9,6 si raggiunge Piazza Municipio a Predazzo. In seguito si attraversa Ziano di Fiemme, Panchià, Lago di Tesero, Masi di Cavalese per poi giungere al traguardo in via fratelli Bronzetti a Cavalese. Il percorso della mezza maratona si conclude invece a Masi di Cavalese.

## Albo d'oro 26km
| Ed | Anno | Km    | Uomini                     | Nazione | Tempo    |  | Donne                 | Nazione | Tempo    |
| -- | ---- | ----- | -------------------------- | ------- | -------- |  | --------------------- | ------- | -------- |
| 1  | 2003 | 25 km | Giuliano Battocletti       | Italia  | 1h20'34" |  | Roberta Bottura       | Italia  | 1h36'16" |
| 2  | 2004 | 25 km | Samwl Njoroge Nganga       | Kenya   | 1h15'24" |  | Deborah Toniolo       | Italia  | 1h29'03" |
| 3  | 2005 | 25 km | Paul Kangogo Kanda         | Kenya   | 1h13'07" |  | Anna Boniolo          | Italia  | 1h34'40" |
| 4  | 2006 | 25 km | Francesco Ingargiola       | Italia  | 1h15'04" |  | Monica Carlin         | Italia  | 1h32'05" |
| 5  | 2007 | 25 km | Moses Aliwa                | Uganda  | 1h14'14" |  | Monica Carlin         | Italia  | 1h34'10" |
| 6  | 2008 | 25 km | Justus Kipchirchir Kiprono | Kenya   | 1h20'53" |  | Marinella Curreli     | Italia  | 1h36'52" |
| 7  | 2009 | 25 km | Massimo Leonardi           | Italia  | 1h20'59" |  | Marinella Curreli     | Italia  | 1h37'11" |
| 8  | 2010 | 25 km | Hicham Elbarouki           | Marocco | 1h20'02" |  | Federica Ballarini    | Italia  | 1h35'53" |
| 9  | 2011 | 25 km | Abdelkabir Saij            | Marocco | 1h20'55" |  | Eliana Patelli        | Italia  | 1h33'23" |
| 10 | 2012 | 25 km | Giovanni Gualdi            | Italia  | 1h19'25" |  | Eliana Patelli        | Italia  | 1h34'19" |
| 11 | 2013 | 25 km | Lahcen Mokraji             | Marocco | 1h19'04" |  | Ivana Iozzia          | Italia  | 1h33'03" |
| 12 | 2014 | 25 km | Kiprop Limo                | Kenya   | 1h17'58" |  | Eliana Patelli        | Italia  | 1h35'27" |
| 13 | 2015 | 26 km | Said Boudalia              | Marocco | 1h21'33" |  | Deborah Toniolo       | Italia  | 1h31'55" |
| 14 | 2016 | 26 km | Philimon Kipkorir Maritim  | Kenya   | 1h19'21" |  | Viola Jelagat         | Kenya   | 1h31'01" |
| 15 | 2017 | 26 km | Lahcen Mokraji             | Marocco | 1h22'43" |  | Ivana Iozzia          | Italia  | 1h35'23" |
| 16 | 2018 | 26 km | Ousman Jaiteh              | Italia  | 1h23'04" |  | Clementine Mukandanga | Ruanda  | 1h32'03" |
| 17 | 2019 | 26 km | Ronald Kariuki Ngigi       | Kenya   | 1h24'22" |  | Jane Wanja Nganga     | Kenya   | 1h38'16" |
| 18 | 2020 | 26 km | Onesphore Nzikwinkunda     | Burundi | 1h12'19" |  | Clementine Mukandanga | Ruanda  | 1h21'54" |
| 19 | 2021 | 26 km | Mathew Samperu             | Kenya   | 1h17'28" |  | Veronicah Maina       | Kenya   | 1h27'27" |
| 20 | 2022 | 26 km | Michael Selelo Saoli       | Kenya   | 1h23'28" |  | Loretta Bettin        | Italia  | 1h45'54" |
| 21 | 2023 | 26 km | Eric Riungu                | Kenya   | 1h23'36" |  | Marta Fabris          | Italia  | 1h38'53" |
| 22 | 2024 | 26 km | Castor Omwena Mogeni       | Kenya   | 1h23'31" |  | Ann Nyaguthie Ndichu  | Kenya   | 1h32'21" |

## Albo d'oro 21km
| Ed | Anno | Km    | Uomini                 | Nazione | Tempo    |  | Donne             | Nazione | Tempo    |
| -- | ---- | ----- | ---------------------- | ------- | -------- |  | ----------------- | ------- | -------- |
| 1  | 2022 | 21 km | Nyakundi Dickson Simba | Kenya   | 1h00'13" |  | Michela Scalco    | Italia  | 1h33'16" |
| 2  | 2023 | 21 km | Solomon Koech          | Kenya   | 1h01'44" |  | Loretta Bettin    | Italia  | 1h33'16" |
| 3  | 2024 | 21 km | Geoffrey Githuku Chege | Kenya   | 1h05'52" |  | Monica Confortola | Italia  | 1h24'40" |

## Staffetta
La Marcialonga Running si può correre anche in staffetta, dando la possibilità di correre lungo il percorso della Marcialonga Coop anche a chi è abituato a distanze minori o non ha ancora l'età per partecipare alla gara principale. L'iscrizione è legata a specifici progetti solidali proposti da varie associazioni no profit. Le frazioni sono tre: Moena-Predazzo (10 km), Predazzo-Lago di Tesero (8 km) e Lago di Tesero-Cavalese (8 km).